# Tatort: Bausünden
Bausünden ist ein Fernsehfilm aus der Krimireihe Tatort. Der vom WDR produzierte Beitrag wurde am 21. Januar 2018 im Ersten ausgestrahlt. In dieser 1044. Tatort-Folge ermitteln die Kölner Kommissare Ballauf und Schenk ihren 71. Fall. Für ihren Assistenten Tobias Reisser ist es der letzte Einsatz im Team.

## Handlung
Die Hotelangestellte Marion Faust wurde zu Hause gewaltsam vom Balkon gestürzt. Ballauf und Schenk finden heraus, dass sie kurz vor ihrem Tod mehrere besorgte Nachrichten auf dem Anrufbeantworter von Susanne Baumann hinterlassen hatte. Doch die Mitarbeiterin des international renommierten Architekturbüros Könecke & Partner ist derzeit unauffindbar.
Ihr Ehemann Lars Baumann müsste als Bauleiter eigentlich längst zurück in Katar sein, wo Könecke & Partner für die Fußball-WM 2022 baut. Auch er ist angeblich dringend auf der Suche nach seiner Frau. Und offensichtlich hatte es an der Hotelrezeption erst kürzlich einen lauten Streit zwischen ihm und Marion Faust gegeben. Doch als die Kommissare ihn auf dem Präsidium verhören wollen, taucht er unter.
Sowohl seine Nachforschungen als auch die der Polizei ergeben, dass seine Frau ein Doppelleben geführt hatte. Während er dienstlich unterwegs war, hatte sie sich, angestiftet von ihrem Chef Könecke, mit potentiellen Kunden getroffen, um mit sexuellen Diensten Vertragsabschlüsse oder auch behördliche Genehmigungen begünstigt zu erhalten. Nachweislich war sie zuletzt mit dem Vorstandsmitglied Peter Waltherscheid zusammen im Hotel, der für die Auftragsvergabe eines Hotelbaus in Katar zuständig ist. Als Ballauf und Schenk die Überwachungsaufnahmen des Hotels in die Hände fallen, die sich die Hotelangestellte Marion Faust angeeignet und versteckt hatte, ist das Tatmotiv klar. Susanne Baumann hatte einen kleinen Sexunfall mit Waltherscheid so inszeniert, dass er annehmen musste, er hätte sie getötet. Zusammen mit Hans Könecke hat sie ihren Abtransport als Leiche so glaubhaft dargestellt, dass Waltherscheid völlig in Köneckes Hand war. Marion Faust hatte dieses Szenario auf den Überwachungsbändern entdeckt und an sich genommen, um Könecke zu erpressen. Daraufhin hat Köneckes Mitarbeiter und rechte Hand, Terstegen, Marion Faust im Streit um die Überwachungsaufnahmen vom Balkon gestürzt.
Susanne Baumann kann am Ende wohlbehalten in Köneckes Villa aufgespürt werden.

## Hintergrund
Der Film wurde vom 7. März 2017 bis zum 6. April 2017 in Köln und Umgebung gedreht.
Freddy Schenks Dienstwagen ist ein champagnerfarbener Mercedes-Benz der S-Klasse (W 126) mit dem Kennzeichen K-FS 587, welches auch in Wacht am Rhein, Mitgehangen und Bombengeschäft an Freddys Oldtimern verwendet wird.

## Rezeption

### Kritiken
Focus-Online-Autorin Stefanie Will kam zu dem Urteil: „Die Kölner liefern trotz großer Themen wie SM-Spiele und WM-Skandal einen eher soliden Ermittler-Fall nach dem Schema ‚Wer war es?‘ ab. Nicht neu, nicht innovativ, aber auch nicht zu sexy oder sozialkritisch. Zum Glück gibt´s am Ende noch eine überraschende Wendung!“

„Eine Frau wird vom Balkon gestoßen, eine andere verschwindet nach SM-Spielen. Zurück bleiben in diesem 'Tatort' ein Reihe Männer, die vollkommen hilflos sind – Filmemacher inklusive. […] Hier aber bleiben allenfalls Handschellen und Highheels am Tatort von [den Frauen] zurück, nachdem sie ihre dramaturgische Funktion für den Männerkrimi erfüllt haben. Bisschen wenig für das Jahr 2018.“

„Der Fall ist kein misslungenes Experiment, kein verkünstelter Griff ins Leere – dieser Film ist eine nach dem Baukastenprinzip zusammengeschraubte Antwort auf die Frage, wie man im Jahr 2018 auf keinen Fall mehr einen Fernsehkrimi erzählen sollte.“

Oliver Jungen von der FAZ war der Meinung: „Der Kölner ‚Tatort‘ verbindet ein Ehedrama mit dilettantischer Wirtschaftskriminalität und verabschiedet den Assistenten Reisser. Hoffentlich bringt der nächste die leicht eingerosteten Kommissare wieder auf Trab.“

### Einschaltquote
Die Erstausstrahlung von Bausünden am 21. Januar 2018 wurde in Deutschland von 11,52 Millionen Zuschauern gesehen und erreichte einen Marktanteil von 31,6 % für Das Erste. Eine Wiederholung des Films im Ersten am Pfingstsonntag, den 31. Mai 2020, erreichte 6,48 Millionen Zuschauer und einen Marktanteil von 22,7 %.